# John Seale
John Clement Seale AM (* 5. Oktober 1942 in Warwick, Queensland) ist ein australischer Kameramann.

## Karriere
Seale begann seine Karriere als Kameramann in den 1970er Jahren für das australische Fernsehen. Der australische Regisseur Peter Weir brachte die ersten internationalen Arbeiten von Seale heraus. Heute zählt er zu den anerkanntesten Kameramännern der internationalen Kinoszene. Er war insgesamt fünfmal für einen Oscar nominiert, für Der einzige Zeuge, Rain Man, Unterwegs nach Cold Mountain, Der englische Patient und Mad Max: Fury Road. Für Der englische Patient erhielt er 1997 den Oscar. Für diesen erhielt er auch den britischen BAFTA Award, den Europäischen Filmpreis und den Boston Society of Film Critics Award für die beste Kamera. 2011 wurde er mit dem International Achievement Award der American Society of Cinematographers geehrt.

## Filmografie (Auswahl)
- 1980: Fatty Finn
- 1981: The Survivor
- 1983: Careful, He Might Hear You
- 1983: Goodbye Paradise
- 1983: BMX-Bandits (BMX Bandits)
- 1984: Silver City
- 1985: Der einzige Zeuge (Witness)
- 1986: Hitcher, der Highway Killer (The Hitcher)
- 1986: Gottes vergessene Kinder (Children of a Lesser God)
- 1986: Mosquito Coast (The Mosquito Coast)
- 1987: Die Nacht hat viele Augen (Stakeout)
- 1988: Gorillas im Nebel (Gorillas in the Mist)
- 1988: Rain Man
- 1989: Der Club der toten Dichter (Dead Poets Society)
- 1991: Der Doktor – Ein gewöhnlicher Patient (The Doctor)
- 1992: Lorenzos Öl (Lorenzo’s Oil)
- 1993: Die Firma (The Firm)
- 1994: Schlagzeilen (The Paper)
- 1995: Rangoon (Beyond Rangoon)
- 1995: Hallo, Mr. President (The American President)
- 1996: Der englische Patient (The English Patient)
- 1996: Das Attentat (Ghosts of Mississippi)
- 1998: Stadt der Engel (City of Angels)
- 1999: Auf den ersten Blick (At First Sight)
- 1999: Der talentierte Mr. Ripley (The Talented Mr. Ripley)
- 2000: Der Sturm (The Perfect Storm)
- 2001: Harry Potter und der Stein der Weisen (Harry Potter and the Philosopher’s Stone)
- 2003: Dreamcatcher
- 2003: Unterwegs nach Cold Mountain (Cold Mountain)
- 2004: Spanglish
- 2006: Poseidon
- 2010: Prince of Persia: Der Sand der Zeit (Prince of Persia: The Sands of Time)
- 2010: The Tourist
- 2015: Mad Max: Fury Road
- 2022: Three Thousand Years of Longing

## Auszeichnungen
Academy Award
- 2016 Nominiert für die Beste Kamera – Mad Max: Fury Road
- 2004 Nominiert für die Beste Kamera – Cold Mountain
- 1997 Oscar für die Beste Kamera – The English Patient
- 1989 Nominiert für die Beste Kamera – Rain Man
- 1986 Nominiert für die Beste Kamera – Witness

BAFTA Award
- 2016 Nominiert für die Beste Kamera – Mad Max: Fury Road
- 2004 Nominiert für die Beste Kamera – Cold Mountain
- 2000 Nominiert für die Beste Kamera – The Talented Mr. Ripley
- 1997 BAFTA Award für die Beste Kamera – The English Patient
- 1990 Nominiert für die Beste Kamera – Gorillas in the Mist: The Story of Dian Fossey zusammen mit Alan Root
- 1986 Nominiert für die Beste Kamera – Witness

Alliance of Women Film Journalists
- 2016 Nominiert für die Beste Kamera – Mad Max: Fury Road

American Society of Cinematographers
- 2016 Nominiert für die Beste Kamera – Mad Max: Fury Road
- 2004 Nominiert für die Beste Kamera – Cold Mountain
- 2001 Nominiert für die Beste Kamera – The Perfect Storm
- 1997 ASC Award für die Beste Kamera – The English Patient
- 1989 Nominiert für die Beste Kamera – Rain Man

Austin Film Critics Association
- 2016 Nominiert für die Beste Kamera – Mad Max: Fury Road

Australian Cinematographers Society
- 1997 Aufnahme in die ACS Hall of Fame
- 1985 Kameramann des Jahres Witness
- 1983 Kameramann des Jahres Goodbye Paradise

Australian Film Critics Association Awards
- 2016 Nominiert für die Beste Kamera – Mad Max: Fury Road

Australian Film Institute
- 2016 AFI Award für die Beste Kamera – Mad Max: Fury Road
- 1984 Nominiert für die Beste Kamera – Silver City
- 1983 AFI Award für die Beste Kamera – Careful, He Might Hear You
- 1981 Nominiert für die Beste Kamera – The Survivor

Awards Circuit Community Awards
- 2003 Nominiert für die Beste Kamera – Cold Mountain
- 1996 Nominiert für die Beste Kamera – (Zweiter Platz) The English Patient

Black Film Critics Circle Awards
- 2016 Preis für die Beste Kamera – Mad Max: Fury Road

Boston Online Film Critics Association
- 2015 Preis für die Beste Kamera – Mad Max: Fury Road

Boston Society of Film Critics Awards
- 1999 Zweiter Platz bei der Wahl zur besten Kamera – The Talented Mr. Ripley
- 1996 BSFC Award für die Beste Kamera – The English Patient (1996)

Brisbane International Film Festival
- 1997 Chauvel Award

British Society of Cinematographers
- 2003 Nominiert für die Beste Kamera – Cold Mountain
- 1996 Nominiert für die Beste Kamera – The English Patient
- 1989 Nominiert für die Beste Kamera – Dead Poets Society
- 1985 Nominiert für die Beste Kamera – Witness

Broadcast Film Critics Association Awards
- 2016 Nominiert für die Beste Kamera – Mad Max: Fury Road

Camerimage
- 2011 Preis für das Lebenswerk

Central Ohio Film Critics Association
- 2016 Nominiert für die Beste Kamera – (Zweiter Platz) Mad Max: Fury Road
- 2004 Nominiert für die Beste Kamera – Cold Mountain

Chicago Film Critics Association Awards
- 2015 CFCA Award für die Beste Kamera – Mad Max: Fury Road
- 2004 Nominiert für die Beste Kamera – Cold Mountain
- 2000 Nominiert für die Beste Kamera – The Talented Mr. Ripley
- 1997 CFCA Award für die Beste Kamera – The English Patient

European Film Awards
- 1997 Europäischer Kameramann des Jahres The English Patient

Florida Film Critics Circle Awards
- 2015 FFCC Award für die Beste Kamera – Mad Max: Fury Road
- 1997 FFCC Award für die Beste Kamera – The English Patient

Georgia Film Critics Association (GFCA)
- 2016 GFCA Award für die Beste Kamera – Mad Max: Fury Road

Gold Derby Film Awards
- 2004 Nominiert für die Beste Kamera – Cold Mountain

Hawaii International Film Festival
- 1997 Excellence in Cinematography Award

Houston Film Critics Society Awards
- 2016 Nominiert für die Beste Kamera – Mad Max: Fury Road

Indiewire Critics’ Poll
- 2015 Zweiter Platz ICP Award für die Beste Kamera – Mad Max: Fury Road

Las Vegas Film Critics Society Awards
- 2000 Nominiert für die Beste Kamera – The Talented Mr. Ripley

London Critics Circle Film Awards
- 2016 Nominiert für die Beste technische Errungenschaft – Mad Max: Fury Road

Los Angeles Film Critics Association Awards
- 2015 LAFCA Award für die Beste Kamera – Mad Max: Fury Road (2015)
- 1996 LAFCA Award für die Beste Kamera – The English Patient zusammen mit Chris Menges für Michael Collins

National Society of Film Critics Award
- 2016 Dritter Platz für die Beste Kamera – Mad Max: Fury Road
- 1997 Dritter Platz für die Beste Kamera – The English Patient

Online Film & Television Association
- 2000 Nominiert für die Beste Kamera – The Talented Mr. Ripley
- 1997 OFTA Film Award für die Beste Kamera – The English Patient

Online Film Critics Society Awards
- 2015 OFCS Award für die Beste Kamera – Mad Max: Fury Road

Order of Australia
- 2002 Member des Order of Australia

Phoenix Film Critics Society Awards
- 2015 Nominiert für die Beste Kamera – Mad Max: Fury Road
- 2004 Nominiert für die Beste Kamera – Cold Mountain

San Diego Film Critics Society Awards
- 2015 Nominiert für die Beste Kamera – Mad Max: Fury Road

San Francisco Film Critics Circle
- 2015 SFFCC Award für die Beste Kamera – Mad Max: Fury Road

Satellite Awards
- 2015 Nominiert für die Beste Kamera – Mad Max: Fury Road
- 2000 Nominiert für die Beste Kamera – The Talented Mr. Ripley
- 1997 Golden Satellite Award für die Beste Kamera – The English Patient

Seattle Film Critics Awards
- 2016 Seattle Film Critics Award für die Beste Kamera – Mad Max: Fury Road

Southeastern Film Critics Association Awards
- 2015 SEFCA Award für die Beste Kamera – Mad Max: Fury Road

St. Louis Film Critics Association
- 2015 Nominiert für die Beste Kamera – Mad Max: Fury Road

Utah Film Critics Association Awards
- 2015 UFCA Award für die Beste Kamera – Mad Max: Fury Road

Washington DC Area Film Critics Association Awards
- 2015 Nominiert für die Beste Kamera – Mad Max: Fury Road